# Belgium (village du Wisconsin)
Pour les articles homonymes, voir Belgium.
Belgium est un village de la ville du même nom dans comté d'Ozaukee dans l’État du Wisconsin d'une superficie de 6,27 km2.
Sa population était estimée à 2 245 habitants lors du recensement de 2010, ce qui donne une densité de 358,2 hab/km2.
Son altitude est de 225 mètres.

## Histoire
Le village était originellement habité par des immigrants de la province de Luxembourg en Belgique. Les premiers habitants furent employés par une carrière sur la rive est du lac Michigan, actuellement Harrington Beach State Park.